# Bartolomeo Zuccato
Bartolomeo Zuccato (Treviso, 1492 – Treviso, 1562) è stato un notaio e storico italiano, autore della Cronaca di Treviso, fonte preziosa della storia della città veneta dalle origini al 1532.

## Biografia
Pronipote di Antonio Zuccato, come l'avo fu notaio e cancelliere del Comune. 
Scrisse, in lingua volgare scevra di retorica, un'estesa opera storica di impostazione cronologica che fu utilizzata da Giovanni Bonifacio quale fonte della propria Historia di Trivigi. La lingua utilizzata, scrive Luigi Bailo: